# Зуттнер, Маркус
Ма́ркус Зу́ттнер (нем. Markus Suttner; род. 16 апреля 1987, Холлабрунн, Австрия) — австрийский футболист, защитник. Выступал за сборную Австрии. Участник чемпионата Европы 2016 года.

## Клубная карьера

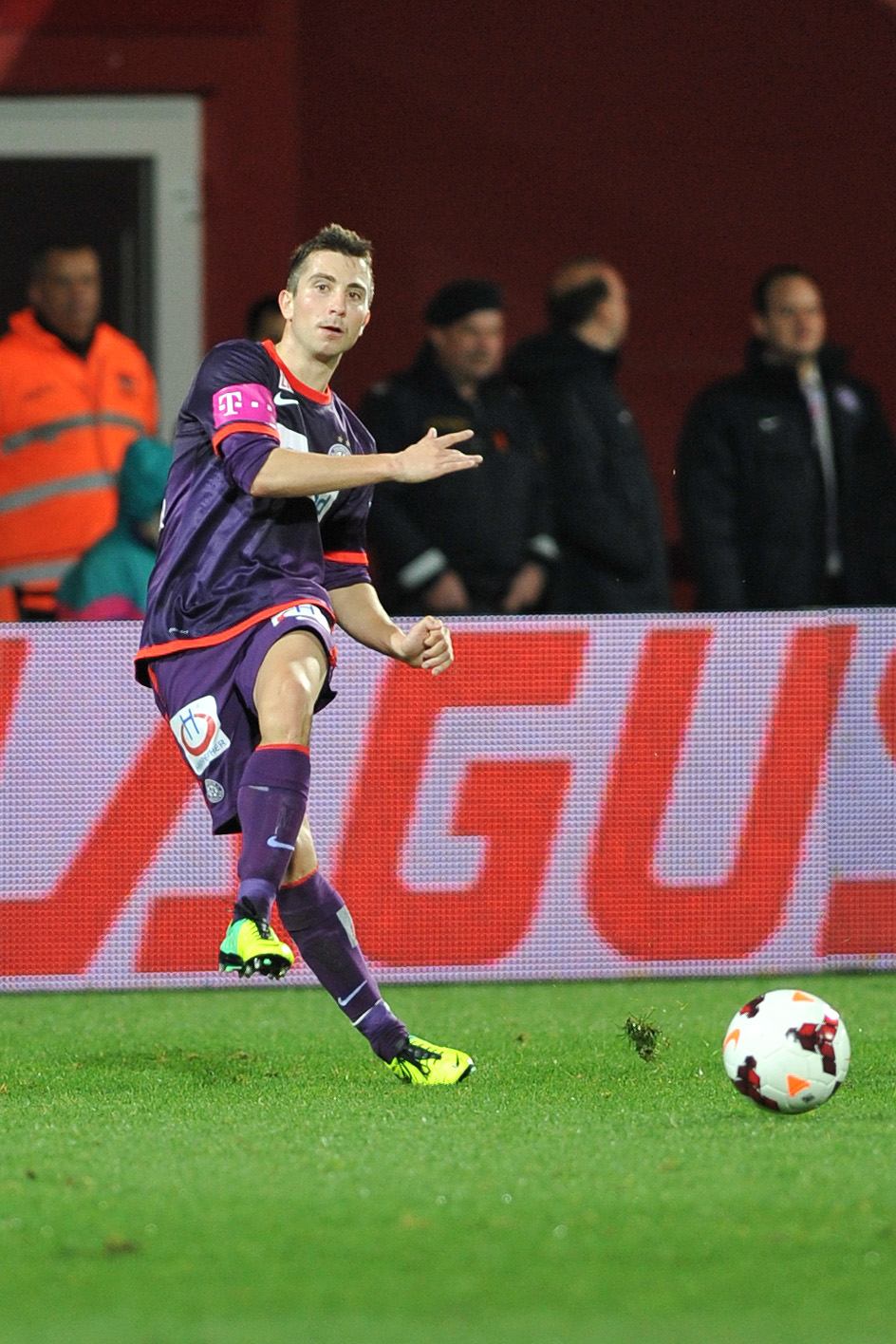
Зуттнер в составе «Аустрии»

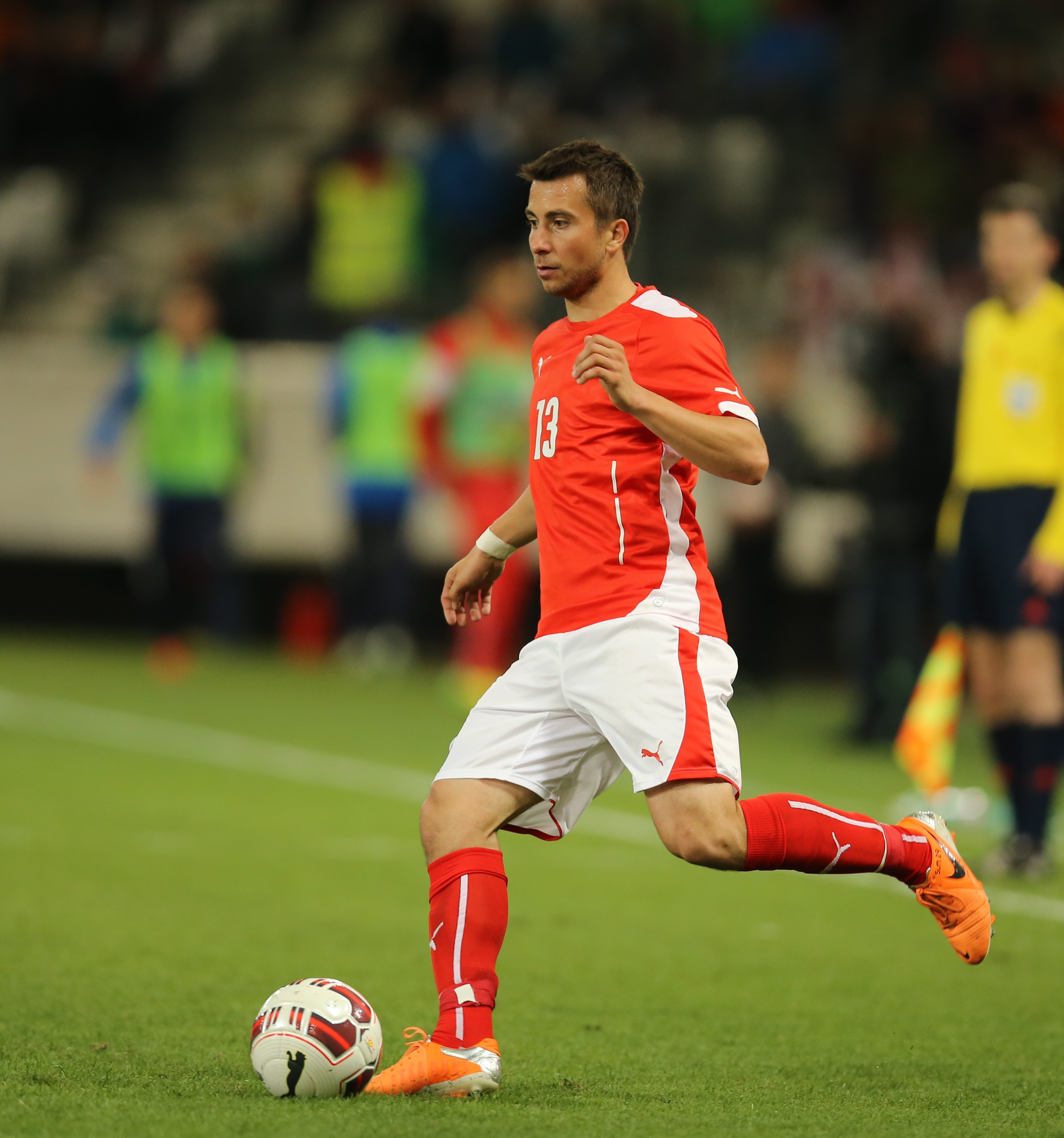
Зуттнер в составе сборной Австрии

Маркус — воспитанник венской «Аустрии». 5 октября 2008 года в матче против «Капфенберга» он дебютировал в австрийской Бундеслиге. В своём первом сезоне Зуттнер стал обладателем Кубка Австрии. 13 ноября 2010 года в поединке против «Капфенберга» он забил свой первый гол за «Аустрию». В 2013 году он помог венской команде выиграть чемпионат Австрии.
Летом 2015 года Зуттнер перешёл в «Ингольштадт 04». 23 августа в матче против дортмундской «Боруссии» он дебютировал в Бундеслиге, заменив во втором тайме Константина Энгеля. 3 декабря в 2016 года в поединке против «Вердера» Маркус забил свой первый гол за «Ингольштадт».
Летом 2017 года Зуттнер перешёл в английский «Брайтон энд Хоув Альбион», подписав контракт на три года. Сумма трансфера составила 4,5 млн евро. 12 августа в матче против «Манчестер Сити» он дебютировал в английской Премьер-лиге.
18 января 2019 года Зуттнер перешёл в немецкий клуб «Фортуна» Дюссельдорф на правах аренды до конца сезона 2018/19.

## Международная карьера
В составе молодёжной сборной Австрии Маркус занял четвёртое место на юношеском чемпионате мира в Канаде.
29 февраля 2012 года в товарищеском матче против сборной Финляндии Зуттнер дебютировал в сборной Австрии.
Летом 2016 года Зуттнер попал в заявку сборной на участие в чемпионате Европы во Франции. На турнире он был запасным и на поле не вышел.
10 мая 2017 года объявил о прекращении выступлений за сборную. Всего он провёл 20 матчей за национальную команду Австрии.

## Достижения
«Аустрия» Вена
- Чемпион Австрии: 2012/2013
- Обладатель Кубка Австрии: 2008/09